# Алексеевка 1-я (Покровский район)
Алексеевка 1-я — упразднённая в 1963 году деревня в Свердловском сельском районе Орловской области России. На момент упразднения входила в Столбецкий сельсовет. Ныне территория села Алексеевка Покровском районе Орловской области.

## География
Деревня находилась в юго-восточной части Орловской области, в лесостепной зоне, в пределах центральной части Среднерусской возвышенности, на ручье Липовый (ныне обозначается как река Липовка), на расстоянии примерно 18 километров к западу от Покровского, административного центра района.

### Климат
Климат умеренно континентальный, с умеренно холодной зимой и относительно тёплым летом. Среднегодовая температура воздуха — 4,2 °C. Средняя многолетняя температура самого холодного месяца (января) составляет −10,3 °С (абсолютный минимум — −38 °C), средняя температура самого тёплого (июля) — 18,5 °С (абсолютный максимум — 36 °C). Безморозный период длится около 140 дней. Среднегодовое количество осадков составляет 537 мм, из которых большая часть выпадает в тёплый период. Устойчивый снежный покров сохраняется в течение 126 дней.

## История
27 сентября 1937 года деревня, вместе с Покровским районом, перешла из Курской области в состав вновь образованной Орловской области.
Обозначена на предвоенной, 1935—1941 годов, топографической военной карте Рабоче-Крестьянской Красной Армии (РККА).
Во время Великой Отечественной войны место кровопролитных боёв.
С 20 февраля по 20 октября 1943 год оборонялась Красной Армией. С февраля здесь располагалась 16-я стрелковая дивизия, которая вступила в свой первый бой с немецкой армией. Дивизия понесла существенной потери: из более чем 9900 солдат дивизии 1328 были убиты, 3215 ранены, 159 пропали без вести, 122 больных. По другим данным, потери были ещё выше — убито 5218 солдат, из которых 4064 из Литвы. Погибшие похоронены на Алексеевском кладбище. В 1962 году здесь заложен мемориальный камень, 1963 году вокруг кладбища посажен сад Дружбы.
В феврале 1963 года Покровский район был упразднен, его территория вошла в состав Свердловского сельского района.
28 ноября 1963 года деревни Алексеевка 1-я, Алексеевка 2-я и Алексеевка 3-я объединены в одно село Алексеевка.

## Инфраструктура
Личное подсобное хозяйство с зоной сельскохозяйственного использования, индивидуальная застройка усадебного типа.

## Транспорт
Просёлочные дороги.